# Колегијум понтифика
Колегијум понтифика био је колегијум свештеника у Риму, првобитно 9, касније 15 (од Суле) и 16 (од Цезара). 

## Колегијум
Понтифици су заједно надгледали јавну службу боговима код посвета, жртвовања и завета. Надгледали су и да ли се примењује прави ритуал и употребљавају праве речи. Најмања откривена грешка захтевала је понављање обреда и више пута. У надлешности понтифика била је и контрола календара, празничких и радних дана, оних у којима се нешто предузима и оних у којима се то не чини. У приватном култу, понтифици су надгледали обичаје сахрањивања и култа мртвих. У колегијум понтифика улазили су rex sacrorum (свештени краљ), pontifex maximus (врховни свештеник), flamines maiores (3 велика свештеника) i flamines minores (12 малих свештеника).